# Lahovka
Lahovka je potok, ki teče po zahodnem delu Ljubljanskega barja. Skupaj s strugo Tojnice tvori drenacijski splet severno od Vrhnike. V bližini Sinje Gorice se pridruži Trojnici, ki se nato kot levi pritok izliva v Ljubljanico.